# Brigitte McCann
Pour les articles homonymes, voir McCann.
 (novembre 2017).
Si vous disposez d'ouvrages ou d'articles de référence ou si vous connaissez des sites web de qualité traitant du thème abordé ici, merci de compléter l'article en donnant les références utiles à sa vérifiabilité et en les liant à la section « Notes et références ».
Brigitte McCann est une journaliste canadienne spécialisée dans le journalisme d'enquête. Elle a travaillé durant six ans au Journal de Montréal, soit de 2002 à 2008, où elle a notamment mené plusieurs enquêtes d'infiltration, avant de concentrer ses reportages sur l'industrie du spectacle.

## Enquêtes
Elle est notamment connue pour son infiltration du mouvement raëlien au Québec, avec la photographe Chantal Poirier. Cette expérience lui a inspiré le livre Raël, Journal d'une infiltrée, devenu un best-seller au Québec en 2004. Cette enquête lui a valu le Prix Judith-Jasmin, récompensant les meilleurs reportages de l'année au Québec. Il s'agissait d'un premier prix Judith-Jasmin accordé au Journal de Montréal depuis la création du quotidien.
Cette enquête fut publiée en 8 jours.
Elle a ensuite infiltré l'industrie québécoise de la chirurgie esthétique, une enquête où elle a mis au jour les crédits d'impôts accordés par le gouvernement canadien et québécois pour des chirurgies esthétiques non essentielles. Et, en 2007, elle a infiltré le monde de la cyber pédophilie avec deux collègues du Journal de Montréal. Cette dernière enquête lui a valu un passage remarqué à l'émission Tout le monde en parle, à Radio-Canada, ainsi qu'un deuxième prix Judith-Jasmin pour l'enquête de l'année au Québec (le troisième de l'histoire du Journal de Montréal).
Brigitte McCann est aussi reconnue comme une spécialiste du mythe blond pour en avoir fait un livre, son deuxième, Sois blonde et tais-toi, publié aux éditions Stanké en 2006. Ce livre est le fruit d'une année d'enquête auprès de personnalités publiques, d'enfants, de spécialistes de l'humour, des actrices du porno, etc. L'essai se penche sur l'importance accordée à l'apparence physique dans notre société et sur la fonction du mythe blond dans un contexte actuel de dictature de l'image.
Depuis janvier 2008, elle est employée de l'hebdomadaire « La Semaine », une propriété des Publications Charron. Elle travaille également comme pigiste, auteur et contractuelle pour divers médias.